# TIMvision
TIMvision (anteriormente Cubovision) é um serviço sob demanda da TIM que opera no campo da distribuição on-line de filmes, séries de televisão e outros programas de entretenimento.
A visualização do conteúdo envolve a assinatura de uma assinatura mensal. A oferta é estendida a uma série de conteúdos não incluídos na assinatura mensal, que podem ser comprados e, portanto, com a possibilidade de analisá-los sem fim ou em uma base de aluguel, onde a visão não é limitada quantitativamente, mas temporalmente. Em 2018, a TIMvision oferece mais de 10.000 conteúdos em streaming.

## História
A Cubovision nasceu em 16 de dezembro de 2009 como um set-top box que oferecia a capacidade de acessar conteúdo de TV sob demanda e gerenciar múltiplas plataformas de TV, como TV digital terrestre ou Web.

## Produções

### Séries originais
- Skam Italia (2018–2019)[2]
- Dark Polo Gang – La serie (2018–presente)
- L'estate infinita (2018–presente)

### Filmes originais
- Andarevia (2013)
- Ruby Red (2013)
- The President's Staff (2013)
- Ruby Red II - Il segreto di Zaffiro (2014)

### Séries
- Skins (2007–2013)
- Mad Men (2007–2015)
- Whitechapel (2009–2013)
- Rookie Blue (2010–2015)
- A Country Doctor's Notebook (2012–2013)
- Vikings (2013–presente)
- Twisted (2013–2014)
- Bitten (2014–2016)
- Extant (2014–2015)
- Mad Dogs (2015–2016)
- Jordskott (2015–presente)
- American Crime (2015–2017)
- The Royals (2015–presente)
- Humans (2015–presente)
- Flesh and Bone (2015)
- The Art of More (2015–presente)
- The Magicians (2015–presente)
- Trapped (2015–presente)
- The Five (2016–presente)
- Feed the Beast (2016)
- Berlin Station (2016–presente)
- Graves (2016–2017)
- Good Behavior (2016–presente)
- Mary Kills People (2017–presente)
- The Good Fight (2017–presente)
- Gap Year (2017)
- The Handmaid's Tale (2017–presente)
- I'm Sorry (2017–presente)
- Get Shorty (2017–presente)
- Snatch (2017–presente)
- The White Princess (2017)
- Trust Me (2017)
- Ten Days in the Valley (2017)
- Paris, etc. (2017–presente)
- Hard Sun (2018–presente)
- Killing Eve (2018–presente)

### [Adult Swim]
- Aqua Teen Hunger Force (2000–2015)
- Robot Chicken (2005–presente)
- NTSF:SD:SUV:: (2011–2013)
- China, IL (2011–2015)
- Mr. Pickles (2013–presente)

### Studio+
- Romantic Encounters (2012)
- Gabriel (2013)
- Red (2013)
- Soma (2013)
- Farmed and Dangerous (2014)
- Airlock (2014)
- Viral (2014)
- Under (2014)
- Superhuman (2015)
- Euh (2015)
- Dead Crossroads (2015)
- Frat (2015)
- Arthur (2015)
- The Art of Street Fighting (2016)
- Filth City (2016)
- Tank (2016)
- Yes I Do (2016)
- Death Corner (2016)
- Crime Time - Hora de Perigo (2016)
- Aj ! Zombies (2016)
- The Way (2016)
- Street Fighter: Resurrection (2016)
- Hers & History (2016)
- Lifer (2016)
- Madame Hollywood (2016)
- The Drive (2016)
- Ø (2016)
- Deep (2016)
- Biarritz Surf Gang (2016)
- Miss 2059 (2016)
- Lastman (2016)
- Kill Skills (2016-2017)
- Firekid (2017)
- Dragon Race (2017)
- El Justiciero (2017)
- La Quinceañera (2017)
- Atropa (2017)
- All You Need Is Me (2017)
- The Fan (2017)

## Recursos
Para a TIMvision, é necessária uma conexão de Internet de banda larga que pode ser usada através do decodificador tradicional TIMvision, Smart TVs, o decodificador digital terrestre Android TV e o dispositivo Chromecast, bem como em computadores pessoais, Macs, smartphones e tablets conectados ao site timvision.it.
Também está incluído no pacote a programação dos últimos 7 dias dos canais RAI, LA7 e MTV liberados do cronograma de programação linear, TIMmusic, vídeos do YouTube e web TV.
Também inclui a possibilidade de se inscrever para assistir aos jogos de futebol da Serie A TIM.

## Evolução comercial
A TIM também disponibilizou a possibilidade de integrar sua plataforma com assinaturas gratuitas para a Netflix, no TIM Premium Online, no Infinity e no Mediaset Premium.
A partir de 2018, a TIMvision começou a produzir séries de televisão originais.

## Logotipos

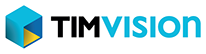
2014-2017
2017-2019
2019-presente